# Hôtel de Sechtré
L’hôtel de Sechtré est un hôtel particulier situé à Paris en France.

## Situation et accès
Il est situé aux 66, rue René-Boulanger, dans le 10e arrondissement de Paris.

## Historique
L'hôtel est construit entre 1771 et 1776 par l'architecte Nicolas Lenoir dit le Romain. 
Cet hôtel particulier fut séparé en deux par le comte de Sechtré pour ses deux filles, Mme de Rennepont et Mme de Castéja, gouvernante des enfants de Monseigneur le Dauphin de France et qui avait fait partie de la maison de la duchesse de Berry. 
L'hôtel fut ensuite acheté en 1830 par Worms de Romilly, maire de l'arrondissement.
Le bâtiment fait l’objet d’une inscription au titre des monuments historiques depuis le 13 octobre 1962.